# إم 1887

## نظرة عامة
كانت نسخة 1887 من أولى البنادق الناجحة المكررة (مزدوجة الطلقة). تم اختيار تصميم ذراع العمل الخاص بها بناء على طلب شركة البنادق الجيش المكررة ، التي اشتهرت في ذلك الوقت بمصنعي بنادق الرافعة مثل نموذج Winchester 1873 . اقترح المصمم جون براوننج أن عمل المضخة سيكون أكثر ملاءمة لبندقية صيد مكررة ، لكن موقف إدارة وينشستر كان ، في ذلك الوقت ، كانت الشركة تعرف باسم «شركة الأسلحة النارية ذات الرافعة» ، وشعرت أن بندقيتها الجديدة يجب أن يكون أيضًا بمثابة رافعة لأسباب التعرف على العلامة التجارية . استجاب براوننج بتصميم رافعة ذراع تحميل مقعدي ، متداول . ومع ذلك ، فبالنسبة إلى وينشستر ، قدموا في وقت لاحق بندقية براوننج مصممة بمضخة العمل المعروفة باسم نموذج 1893 (نسخة إنتاج مبكر من نموذج 1897) ، بعد إدخال مسحوق لادخاني . 
استخدمت قذائف البندقية في ذلك الوقت المسحوق الأسود كوقود دافع ، وبالتالي تم تصميم البندقية طراز 1887 وتم تجهيزها لغرفة أقل قوة من مسحوق أسود. تم تقديم كلا النموذجين 10 و 12 في الموديل 1887 ؛ استخدمت متغيرات قياس 12 قذيفة 2 5/8 بوصة ، وأطلقت متغيرات قياس 10 قذيفة 2 7/8 بوصة. 
كان طول البرميل القياسي 30 بوصة مع 32 بوصة كطلب خاص. في عام 1888 ، يمكن طلب نسخة من الماسورة مقاس 20 بوصة وعرض وينشستر البنادق مع براميل دمشق. 

### موديل 1901
بحلول عام 1900 كان من الواضح قريبا ان العمل على M1887 لم يكن كافيا قوية للتعامل مع أوائل البنادق ذات المسحوق الا دخاني، وهكذا أدت إعادة تصميم في وينشستر نموذج عام 1901، 10 عيار فقط، للتعامل مع ظهور المسحوق الذي لا يدخن أكثر قوة . لم يتم عرض غرفة قياس 12 ، حيث لم يكن وينشستر يريد أن يتنافس الموديل 1901 مع بندقيته الضخمة من طراز مضخة قياس 1897 الناجحة. الخصائص المميزة الأخرى لنموذج 1901 هي:
- عرضت البندقية بمسدس 32 بوصة فقط.
- ذراع إصبع من قطعتين مع كتلة زناد لمنع التفريغ العرضي. [2]
- تم نقل طابع وينشستر للعلامة التجارية إلى أعلى تانغ ، خلف المطرقة.
- تم ختم نوع الخانق على الجانب الأيسر من البرميل بالقرب من جهاز الاستقبال.

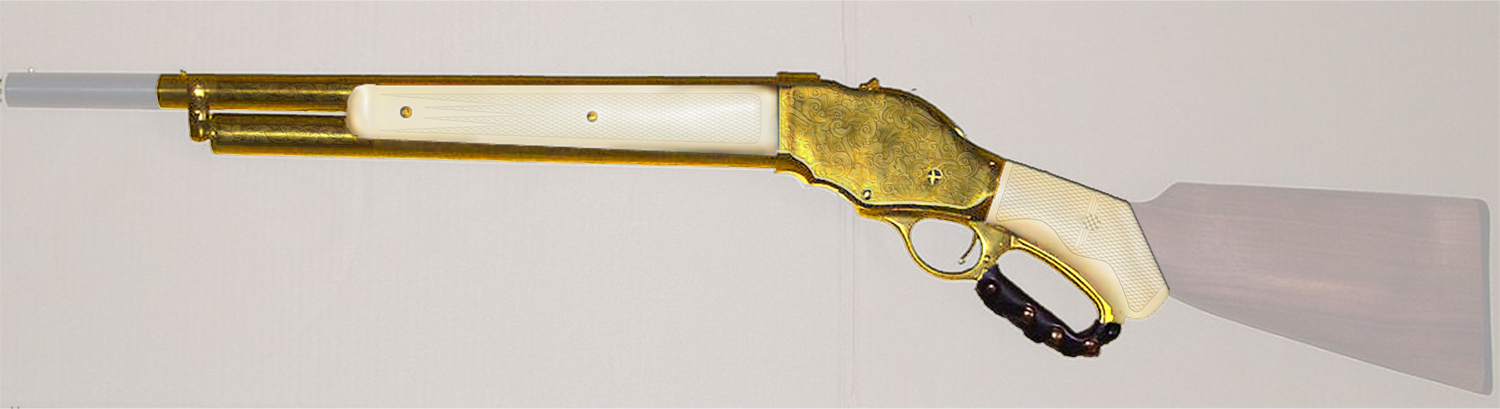
مطلية بالذهب نموذج 1887 استنساخ الساق ماري

## قائمة المراجع
- Madis، George (1977). The Winchester Book. Dallas: Taylor Publishing. OCLC:138931.

## روابط خارجية
- نموذج وينشستر 1887 - صورة مبدعة
- بندقية استنساخ IAC M1887